# Eden (přítok Irského moře)
Eden (anglicky River Eden) je řeka v hrabství Cumbria v Anglii (Spojené království). Je 153 km dlouhá.

## Průběh toku
Pramení v pohoří Penniny. Teče mezi nimi a Kamberlendskými horami v široké dolině. Ústí do zálivu Solway Firth Irského moře.

## Vodní režim
Nejvyšší vodnosti dosahuje v zimě.

## Využití
Vodní doprava je možná do města Carlisle.